# MechAssault
MechAssault es el primer videojuego de mechas publicado para la Xbox. Convertido por los estudios de Day 1 y publicado por Microsoft, MechAssault fue iniciado cuando Denny Thorley, de los estudios del Day 1 acercó a John Kimmich de Microsoft sobre desarrollar una estructura del juego de BattleTech de la original de la tierra hasta juego de la consola de la ayuda. MechAssault fue lanzado en noviembre de 2002. El lanzamiento del juego tenía un agujero de seguridad que permitió a los hackers de Xbox hacer funcionar el juego sin firmar una tarjeta de memoria. Esta edición fue fijada en la versión de los golpes de platino. Una secuela, MechAssault 2: Lone Wolf, fue lanzado el 28 de diciembre de 2004. Ambos juegos se fijan en el universo de BattleTech y son una parte de la familia de MechWarrior de los juegos de computadora.

## Plot
Toma lugar en la Esfera Interior del universo Battletech.
Las preocupaciones de la historia de la reciente lucha del pueblo en el planeta terrestre Helios, una secta religiosa militante/fanáticos llamada La Palabra de Blake intensamente está los otros habitantes del planeta, por lo tanto un escuadrón de Mechwarriors llamado los Dragones de Wolf se ponen en acción. Dirigido por la Mayor Natalia y operado por el Teniente Foster a bordo de la Ícaro, el jugador controla al Mech Warrior mejor entre ellos, en diversas misiones para finalizar la palabra de Blake y asesinar a su líder, el Comandante Strader.

## Modos de jugar
Modo Campaña
Es la parte historia conducida del videojuego. Aquí el jugador termina las misiones para detener la secta religiosa llamada "La palabra de Blake" antes de que destruya el planeta, así como las habilidades practicantes para las batallas en línea. Al principio del WOB prepara las armas contra-orbitales para rasgar a los Dragoons del lobo a los fragmentos. Mechwarrior, tierra
Foster, es importante para Natalia y Liutenant, junto con dropship se sumergen en la superficie mientras consiguen el tiro durante la operación. Esto les permite moverse alrededor del planeta. Después de destruir las armas, el trío va a una tierra que se conoce como "Ragnarok". Durante la búsqueda, todas las tropas WOB se retiraban, pero Mechwarrior podía destruir al WOB en 2° lugar en comandos antes de que él escapara. Después de asaltar un Starport de WOB, él lucha a combate mientras que Strader Perito está en Ragnarok. Strader dice que construyó un taladro Doomsday para destruir el planeta, y dice "sino puedo tener éste planeta, ni uno ni otros lo tendrán a su voluntad". Mechwarrior podía derrotar a Strader y matarlo en una explosión grande que destruyó el Starport que causó el Ragnarok. Sin embargo era ineficaz y Natalia y Foster piensan en destruir el taladro. Foster pensando en la fuerza impresionante del primer Ragnarok, Mechwarrioe, que piloteaba el mech, y él mismo se autodestruye. Mechwarrior es expulsado del mech después de comenzar una autodestrucción. Consigue escapar lejos de la explosión. Destruye el taladro y Natalia dice que muchos soldados y los mech de WOB consiguieron destruir el virus. Esto conduce a un segundo juego de MechAssault. Cuando todos los niveles en el modo Campaña han terminado, dos nuevos mech serán abiertos para el modo Multiplayer y se llaman el Ragnarok y el Ymir.
Multiplayer
MechAssault puede ser jugado en Xbox Live. La forma más rápida de encontrar una sesión en línea es Quick Match, que permite al jugador buscar una sesión rápidamente, especificación de criterios mínimos. Para jugadores que quieren ingresar en un tipo específico de sesión en línea conducido por otro jugador, Optimatch permite al jugador especificar los criterios para el periodo de sesiones que quieren unirse. El jugador también puede crear y alojar una sesión en línea. Una vez que el jugador define todas las características de un juego, pueden invitar a otros jugadores de su lista de amigos o dejar ranuras abiertas para que cualquier jugador pueda unirse en línea a una batalla.
En el modo de Grinder (sólo en el juego local), el jugador intenta sobrevivir con más y más Mechs que salen en la batalla. En el modo de destrucción el jugador puede elegir un mech y luchar hasta la muerte en Deathmatch o equipo Deathmatch. El jugador ganará si tiene más victorias de derribos. Una vez que un jugador muere reaparecen como un soldado de infantería desarmado. En Captura la bandera es un juego de equipo donde el equipo tratará de "capturar" la bandera enemiga que está en los extremos del campo sin renunciar a la suya.

## Críticas
El juego fue muy bien recibido por la comunidad de juegos de la consola, ganando un 9,2 de la IGN. Los fanes de la serie original MechWarrior y BattleTech han criticado el juego para jugar demasiado al Arcade con las barras de salud y power-ups y no lo suficiente como los otros juegos de simulación tradicionales. No hay "en la cabina" visión de primera persona, por ejemplo. Jeff Gertsmann de Gamespot dio al juego una calificación de 9.0 indicando que "Si usted va a comprar un juego con el kit de Xbox Live Starter, MechAssault es la de conseguir".
- Datos: Q3853476